# Lorettokalk

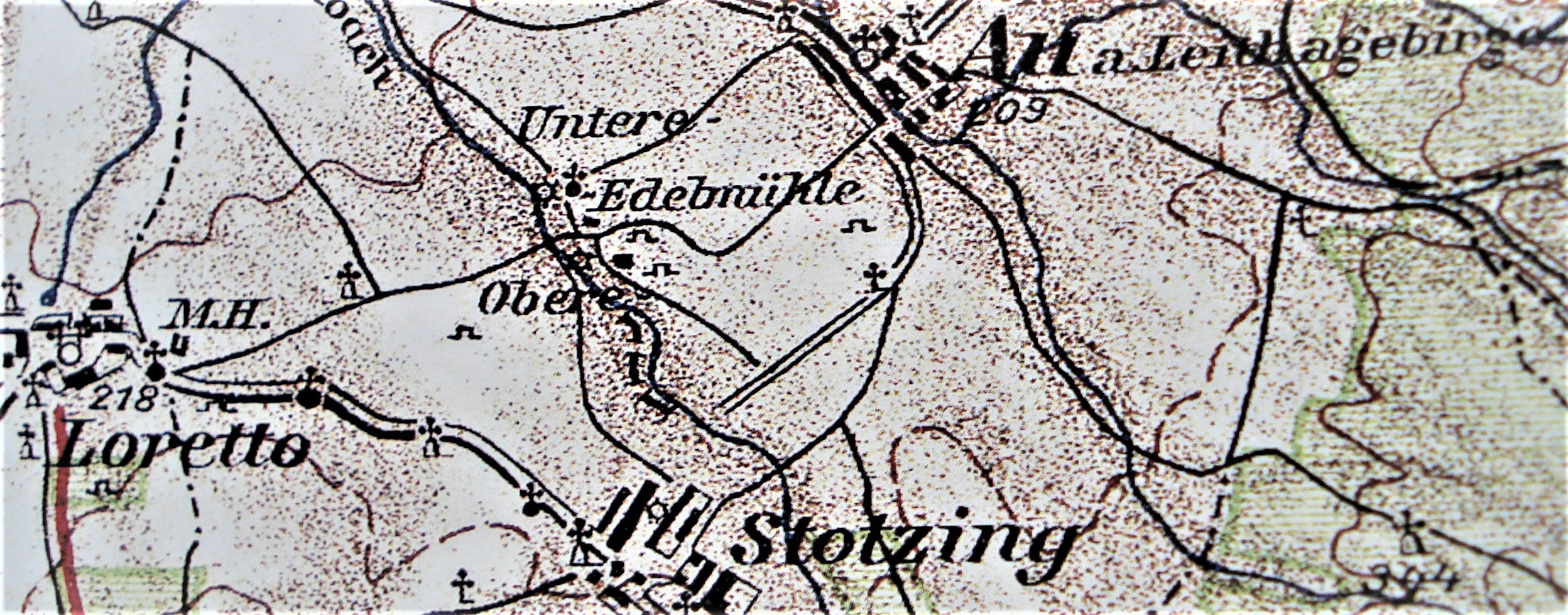
Karte Loretto, Stotzing und Au am Leithaberge

Loretto Steinbruch um 1870

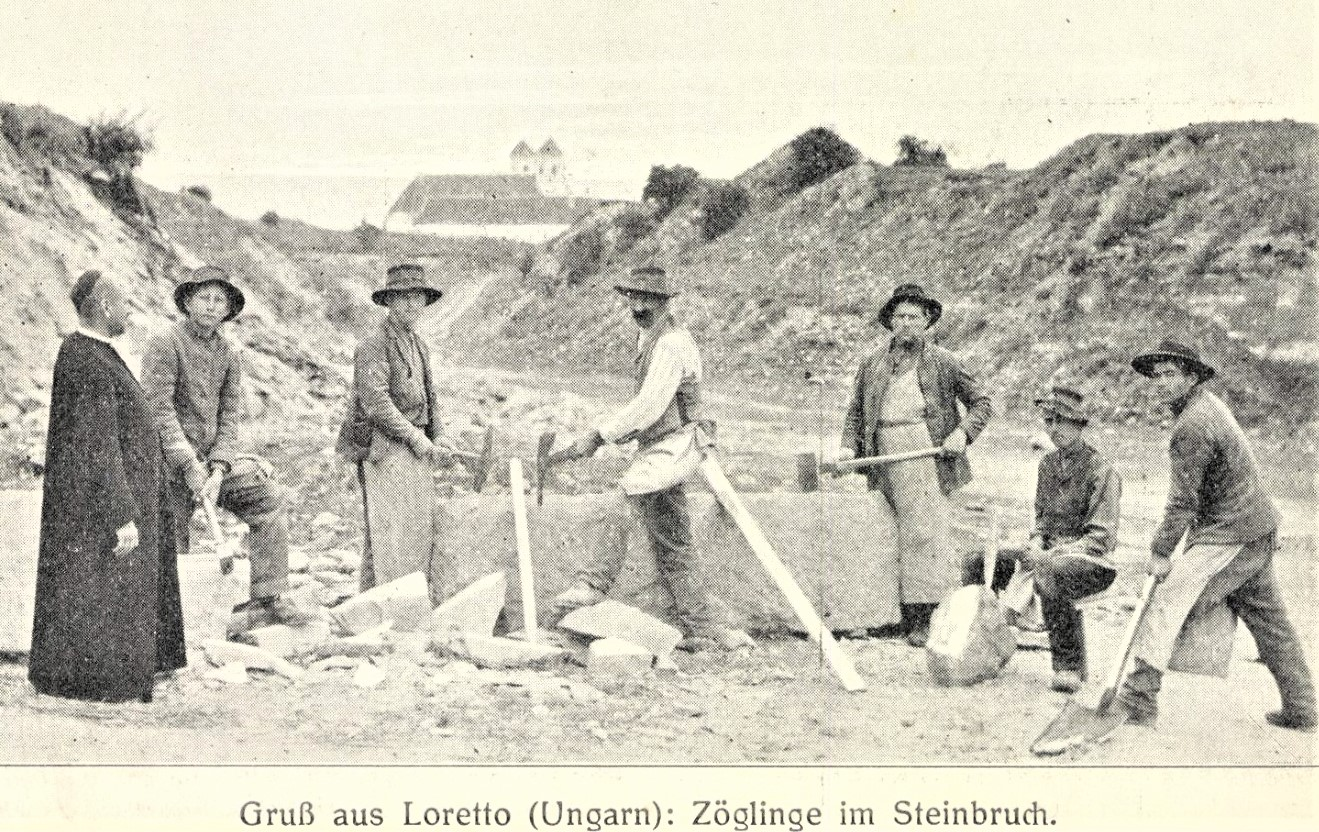
Pfarrer von Maria Loretto mit Zöglingen im Steinbruch vor 1921

Die Kalksandsteine aus den Steinbrüchen von Au, Loretto und Stotzing wurden wegen ihrer Homogenität und des Abbaues von großen Steinblöcken seit dem Mittelalter als Bildhauersteine im Wiener Raum verwendet. Ein feinkörniger, ziemlich harter, sehr poröser, licht beingelber Kalksandstein mit dem Typusnamen Auerstein, stark ähnlich mit dem Lorettokalk, der einzelne Bänke von solcher Korngröße hat. Der Loretto-Stotzinger Stein ist meist übersät mit kleinen schwarzen Manganflecken.
In der Region von Au, Stotzing und Loretto am Leithagebirge befinden sich zahlreiche, zum Teil sehr alte Steinbrüche in Kalkareniten und Kalkruditen des Neogen. Dieses in der Natur als geologische Einheit gewachsene Steinbruchgebiet ist trotz seiner Zugehörigkeit zu verschiedenen Gemeinden, Au/Stotzing/Loretto, zwei Bundesländern Niederösterreich und Burgenland, und bis 1921 zu zwei Staaten, Österreich und Ungarn, gehörig immer als zusammenhängende Einheit zu verstehen.

## Technische und physikalische Kennwerte
Technische Kennwerte nach Hanisch & Schmid (1901), [Hanisch (1912)]
| Rohdichte                        | 1,83 g/cm³ [1,59–2,02 g/cm³] |
| Einaxiale Würfeldruckfestigkeit: |                              |
| trocken                          | 11 N/mm² [5–21 N/mm²]        |
| wassersatt                       | 10 N/mm² [5–17 N/mm²]        |
| Wasseraufnahme                   | 17 M.% [8,1–23,8 M.%]        |
| nicht frostbeständig             |                              |
Um 1830 waren 5 Steinbrüche in Betrieb, dabei war ein Großteil der Einwohner beschäftigt. Der Hauser-Bruch (ab 1872) lieferte Kalksandstein der sarmatischen Stufe, an den punktförmigen Einlagerungen von braunen Hörnchen (Eisenoxidhydrat) zu erkennen.

## Historische Bedeutung
Einige Beispiele:

## Bildergalerie Auerstein im Stephansdom

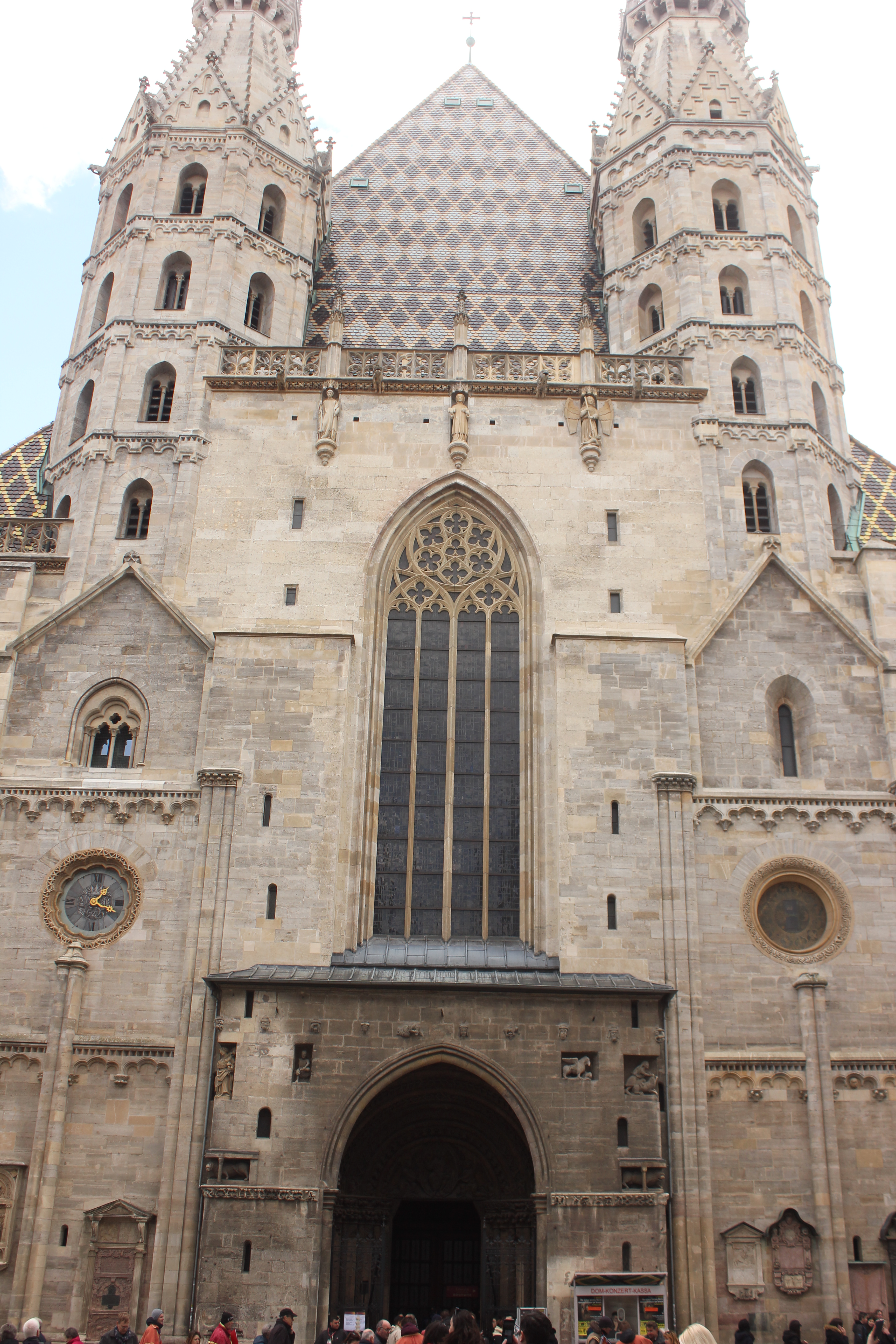
Westwand großes Fenster
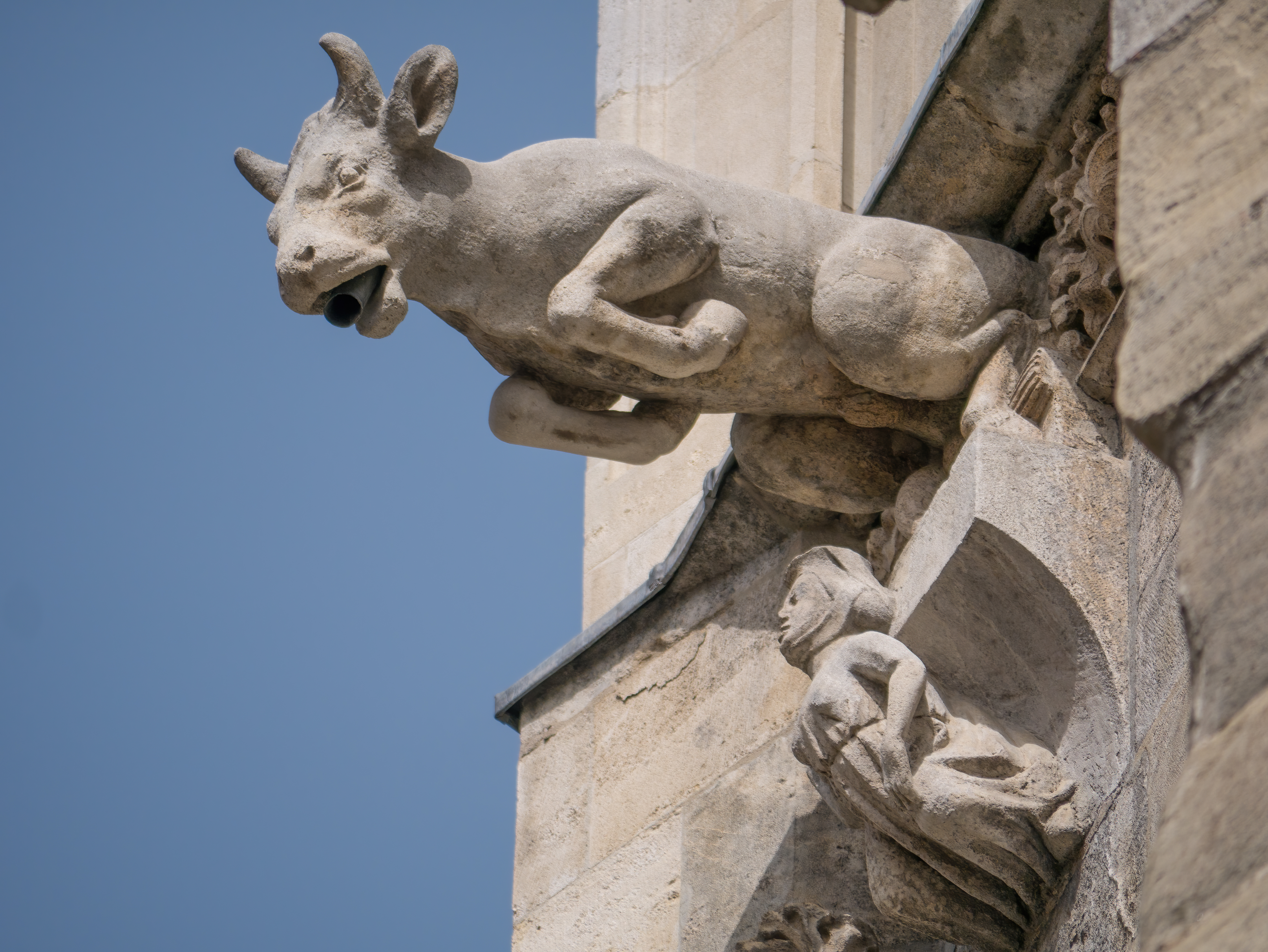
1365 Wasserspeier Stier (M) Margarethener,    Konsolfigur Junge Frau III Auerstein (A)
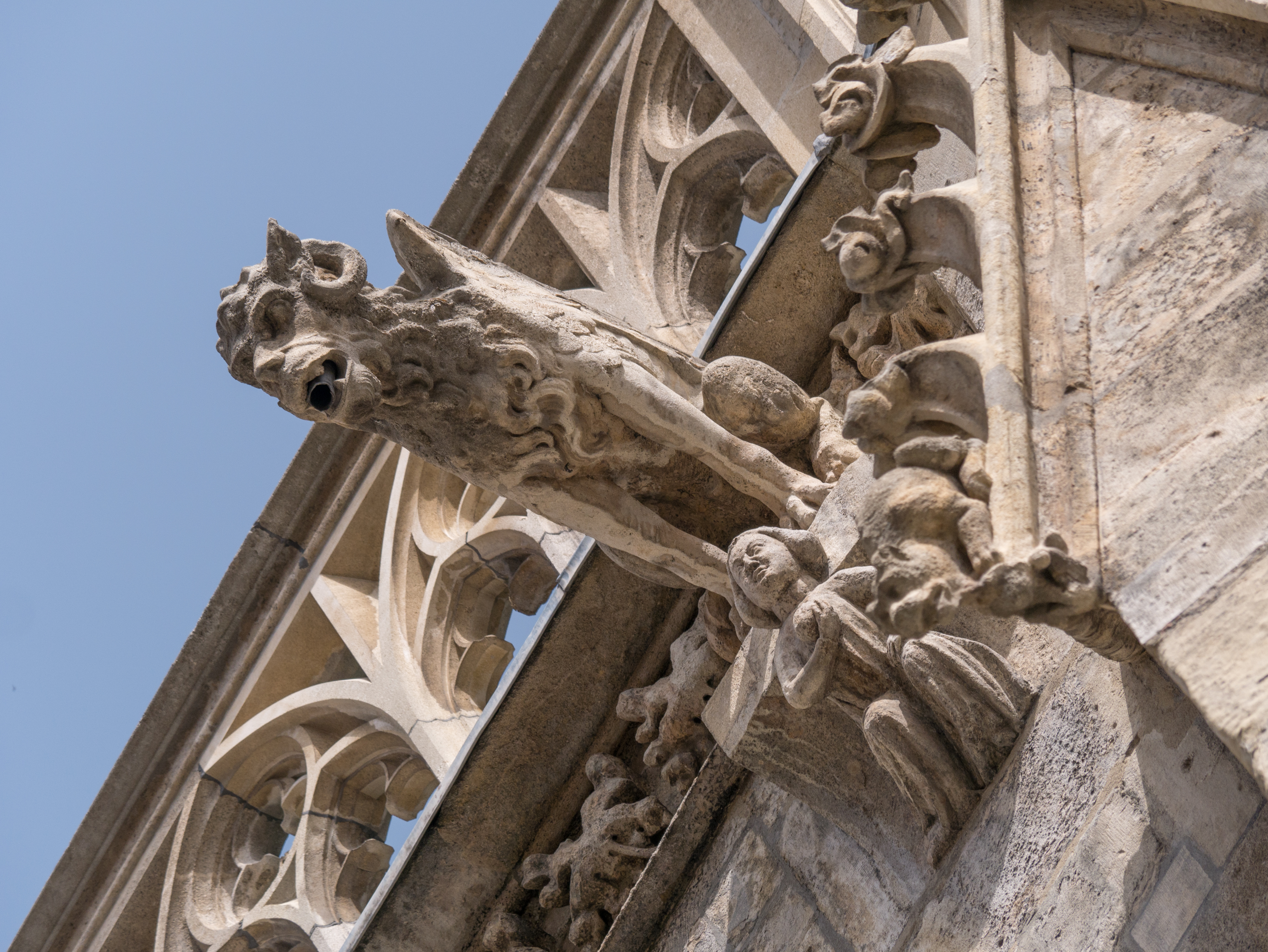
Gehörnter Flügeldämon (M), Jüngling I mit Kugel (A)
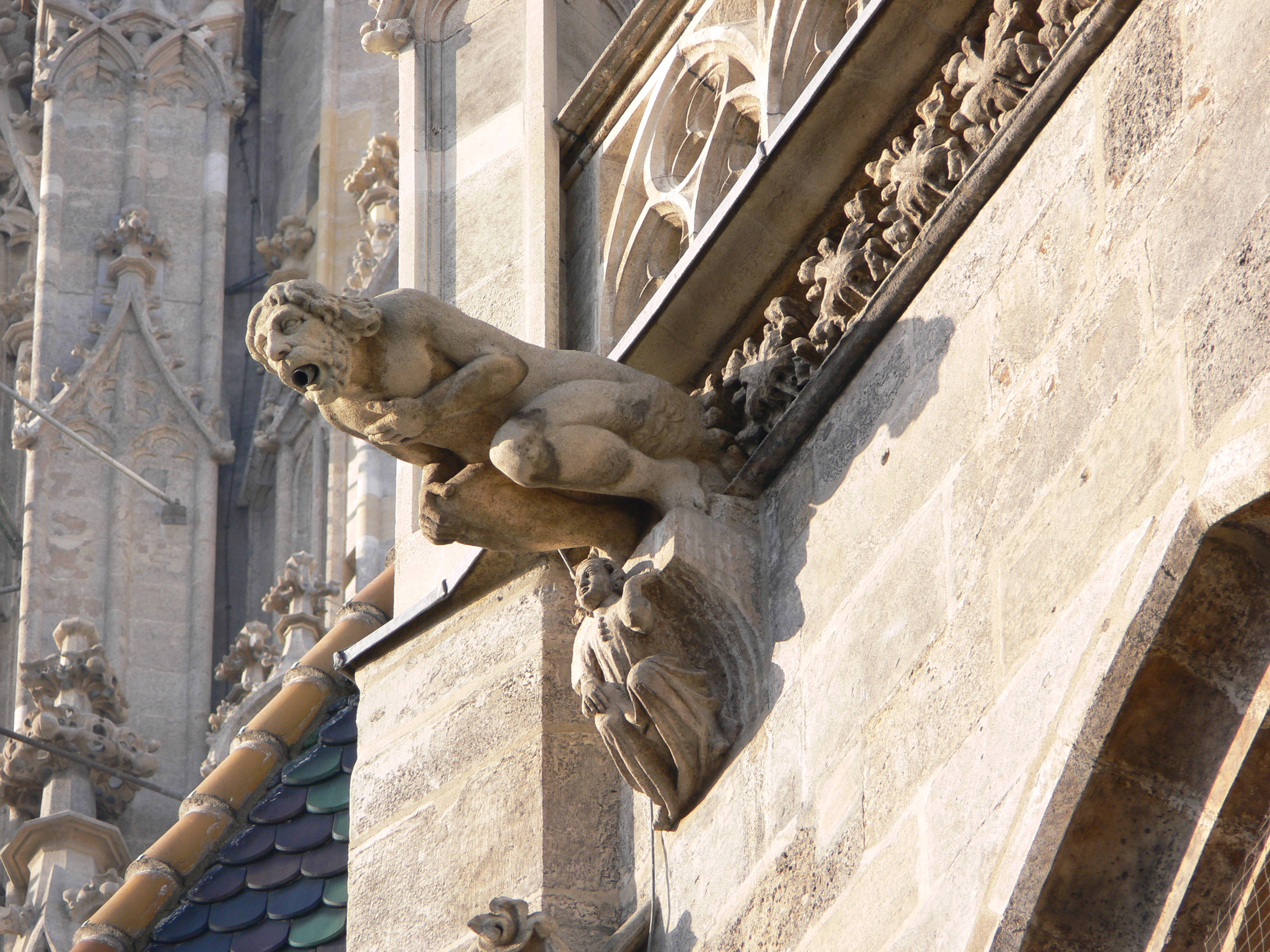
Wilder Mann (M), Jüngling III mit geknöpftem Hemd (A)
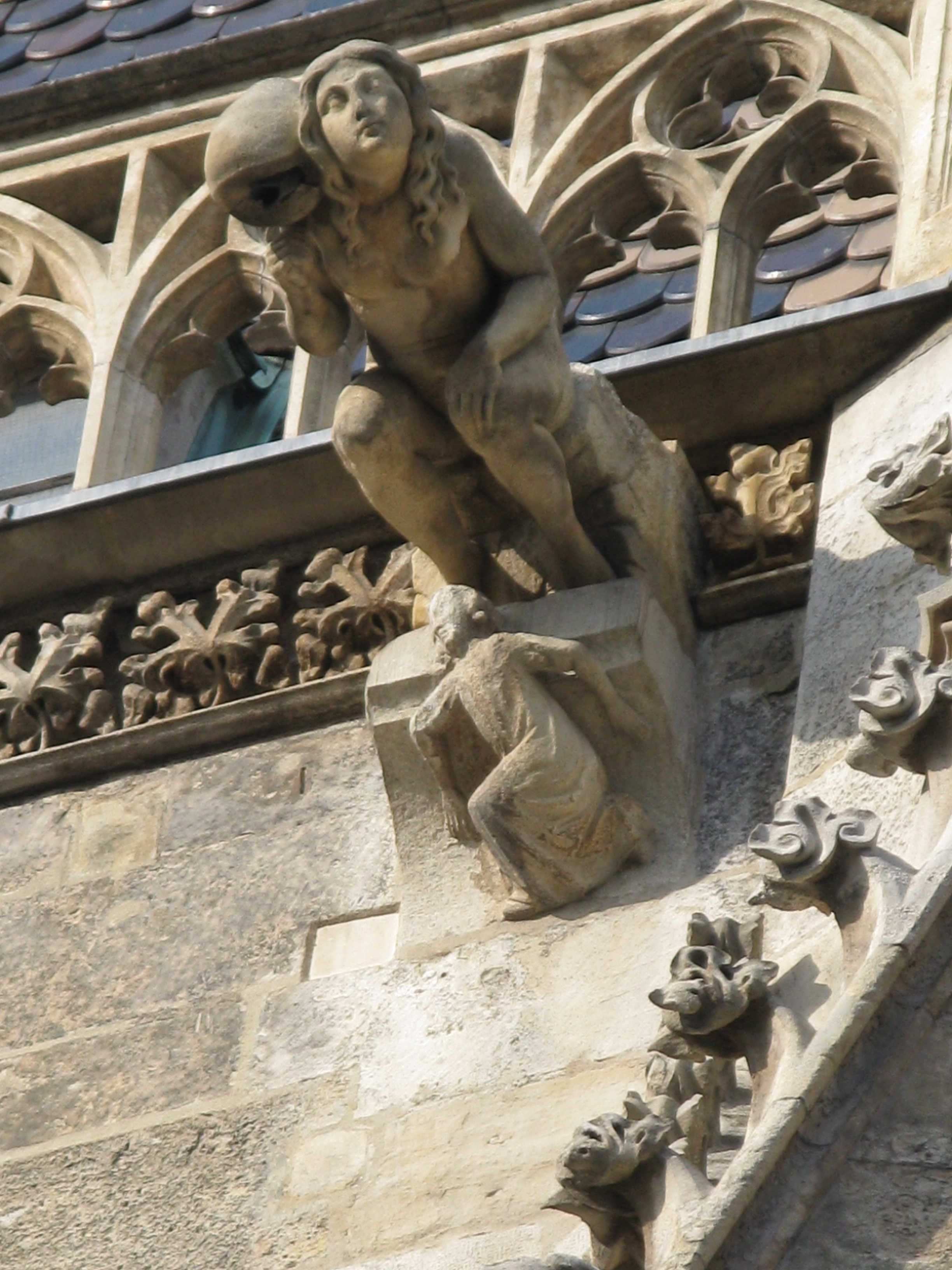
(M) Frau mit Wasserschaff, Jüngling IV (A)
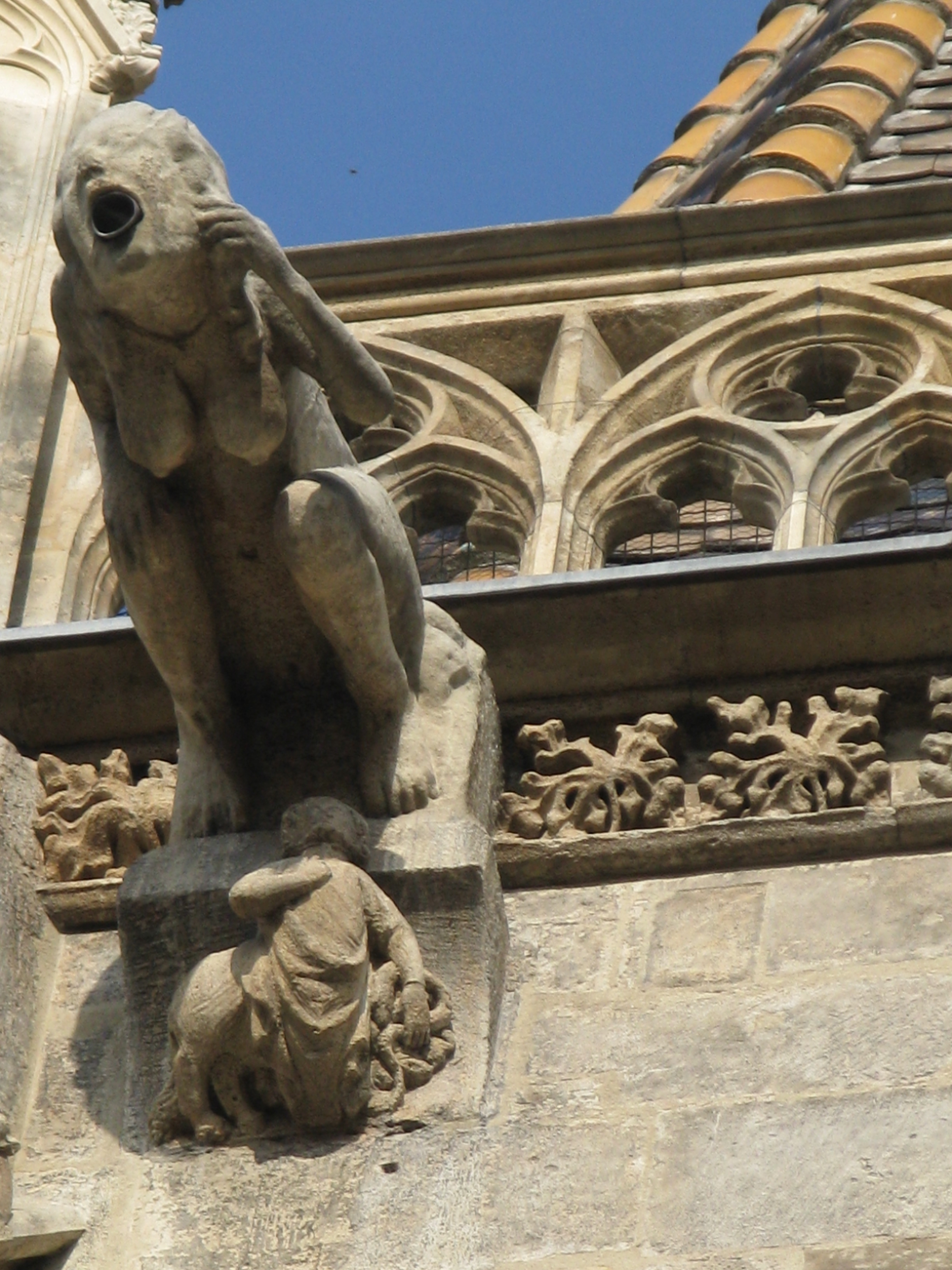
Alte barbusige Frau (A), Kentaur mit Schlange (A)
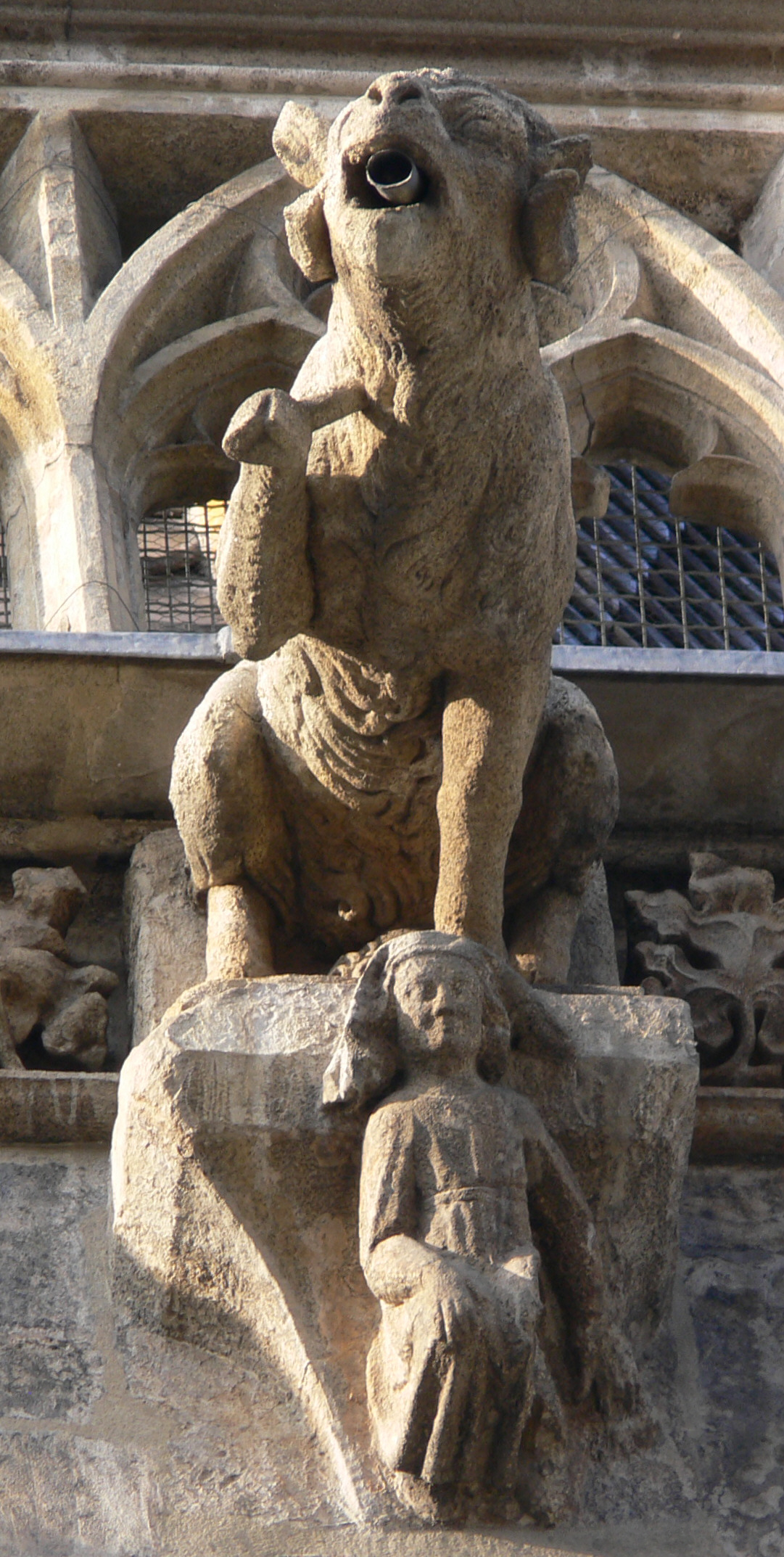
Widder (M), Junge Frau III (A)

Der Auerstein wurde schon im Mittelalter nach Wien gebracht, im Stephansdom hat der Stein Beständigkeit, im Albertinischen Chor, in der Glockenstube der Pummerin, im Nord- und Südturm, in zahlreichen Plastiken.
- Älteste Verwendungen dieses Kalksandsteines sind einige jüdische Grabsteine des 13. Jahrhunderts, die in der Stadtmauer von Wiener Neustadt nahe dem Bärenzwinger eingemauert sind.[6]
- Im hochmittelalterlichen Teil von Stift Klosterneuburg im Kuchlhof, auch Leopoldihof, die Alte Prälatur (Thomasprälatur). In der ehemaligen Prälatenkapelle, welche Elemente der Gotik und Renaissance vermischt befindet sich ein spätgotisches Maßwerkfenster, das 1609 umgebaut wurde.[7] Die vertikalen Teile der Rahmung, auch die Außenseite des Parapets, erweisen sich als Leithakalksandstein aus dem Auer Gebiet, eventuell auch Breitenbrunner.
- In der Kartause Mauerbach besteht u. a. das Portal der Kirchenfassade aus einem Kalksandstein der Region Loretto.[8]

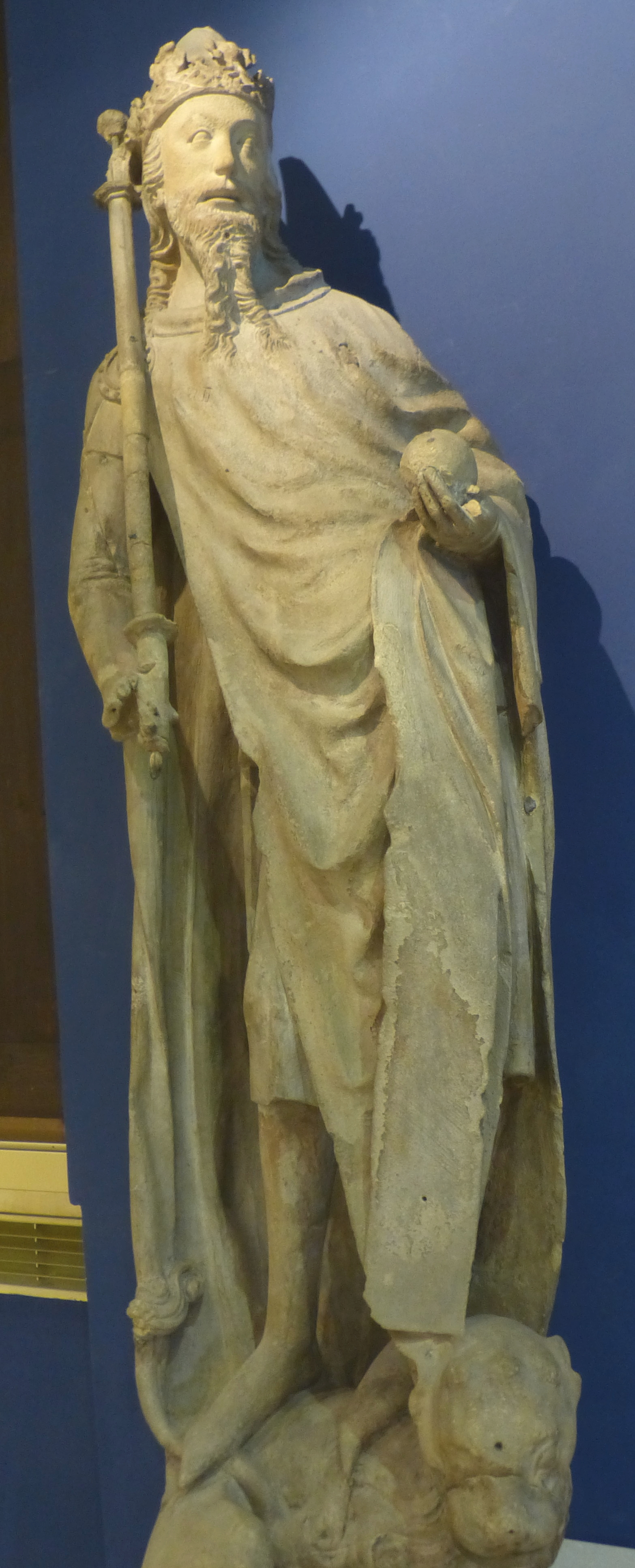
Fürstenfigur Karl IV. 1365
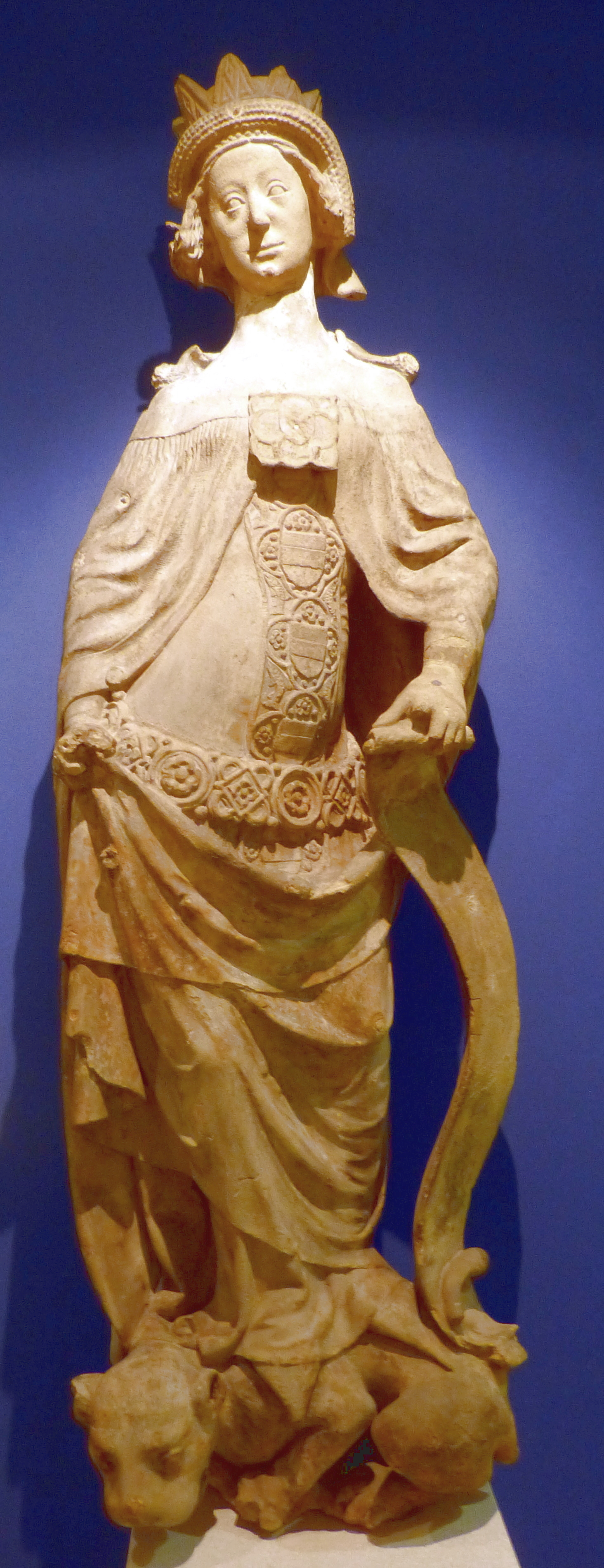
Johanna von Pfirt, Herzogin
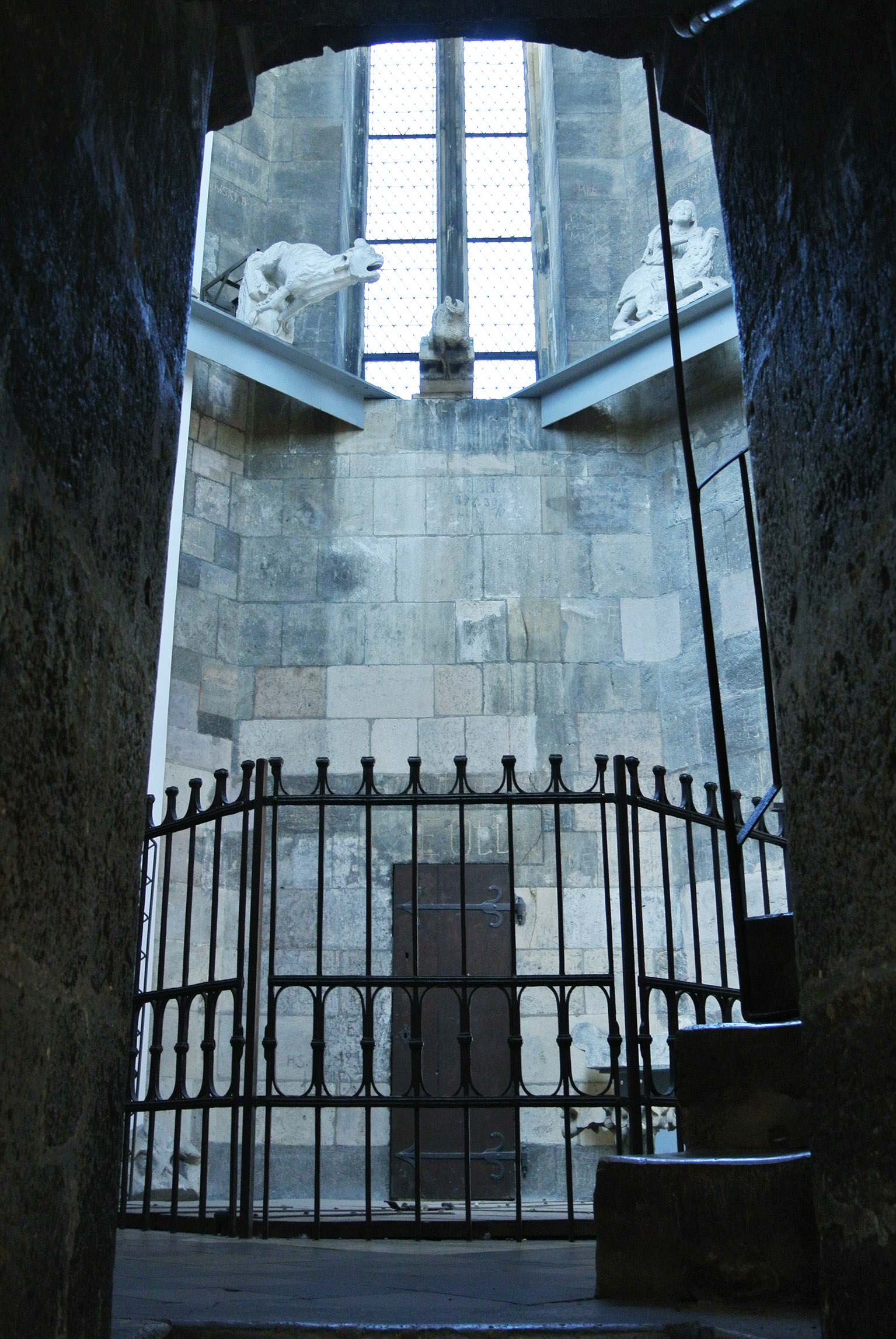
Glockenstube im Südturm
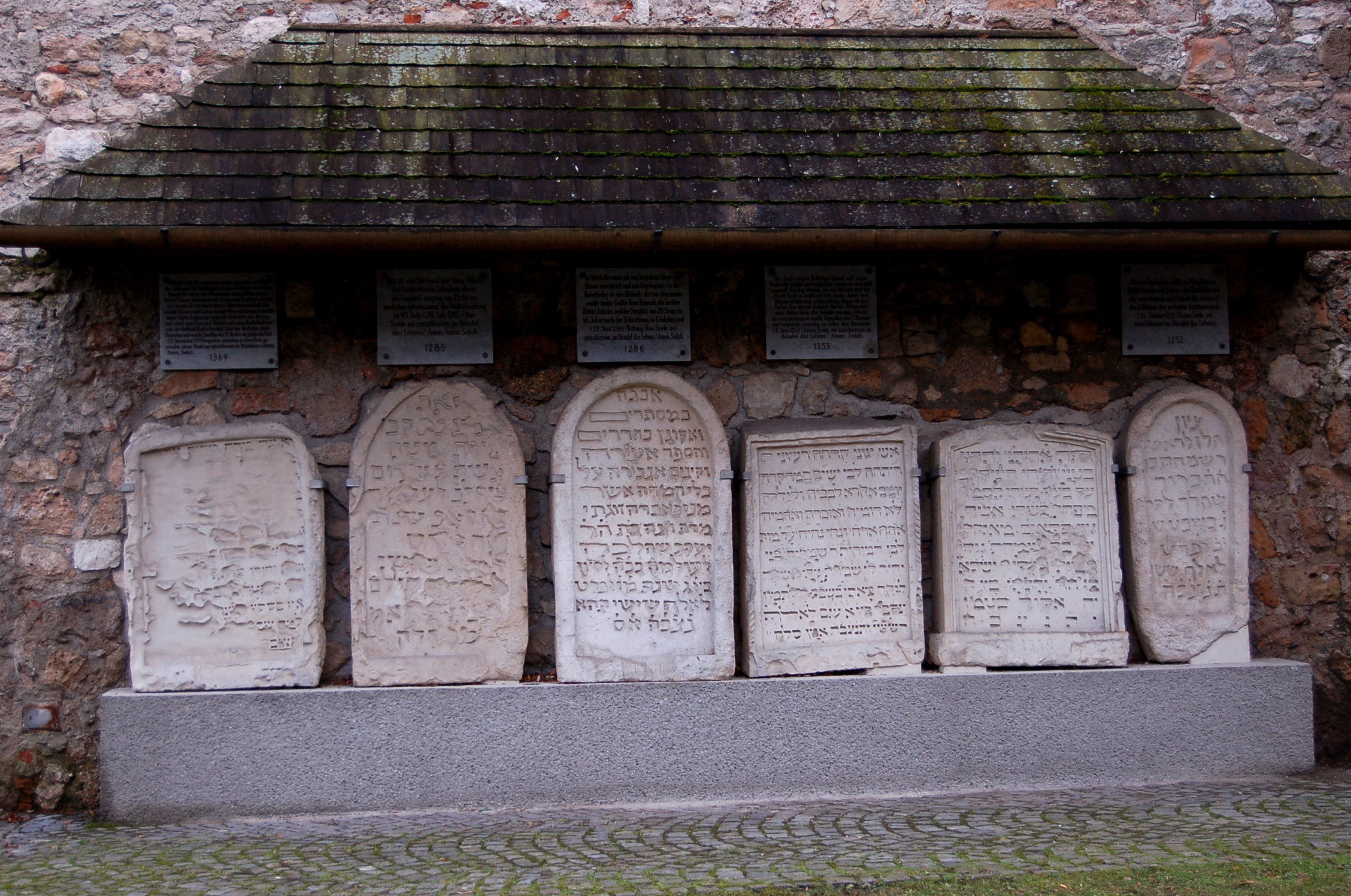
Stadtbefestigung Wiener Neustadt, älteste jüdische Grabsteine ab 1253
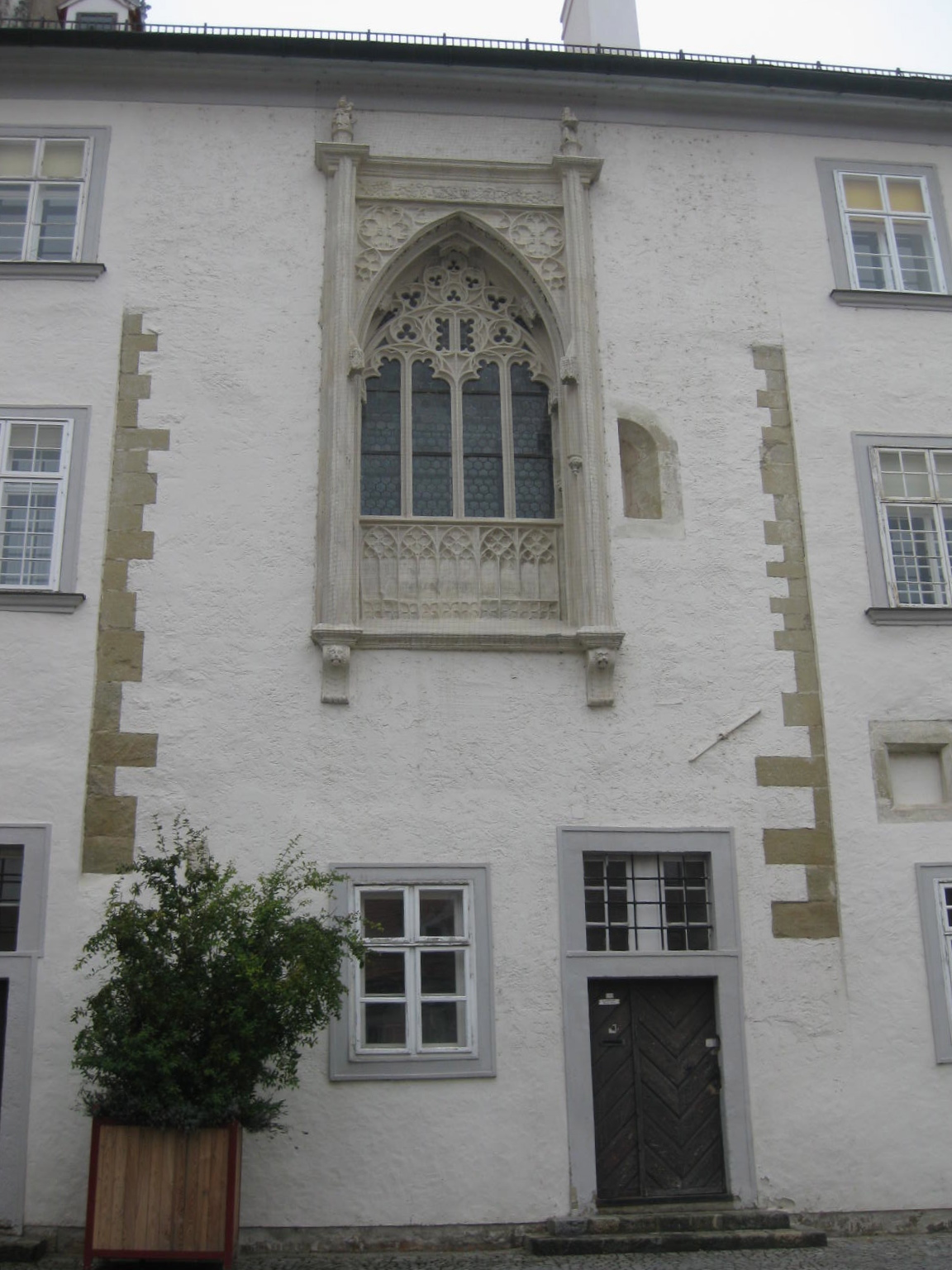
Stift Klosterneuburg Leopoldihof Renaissance-Fenster
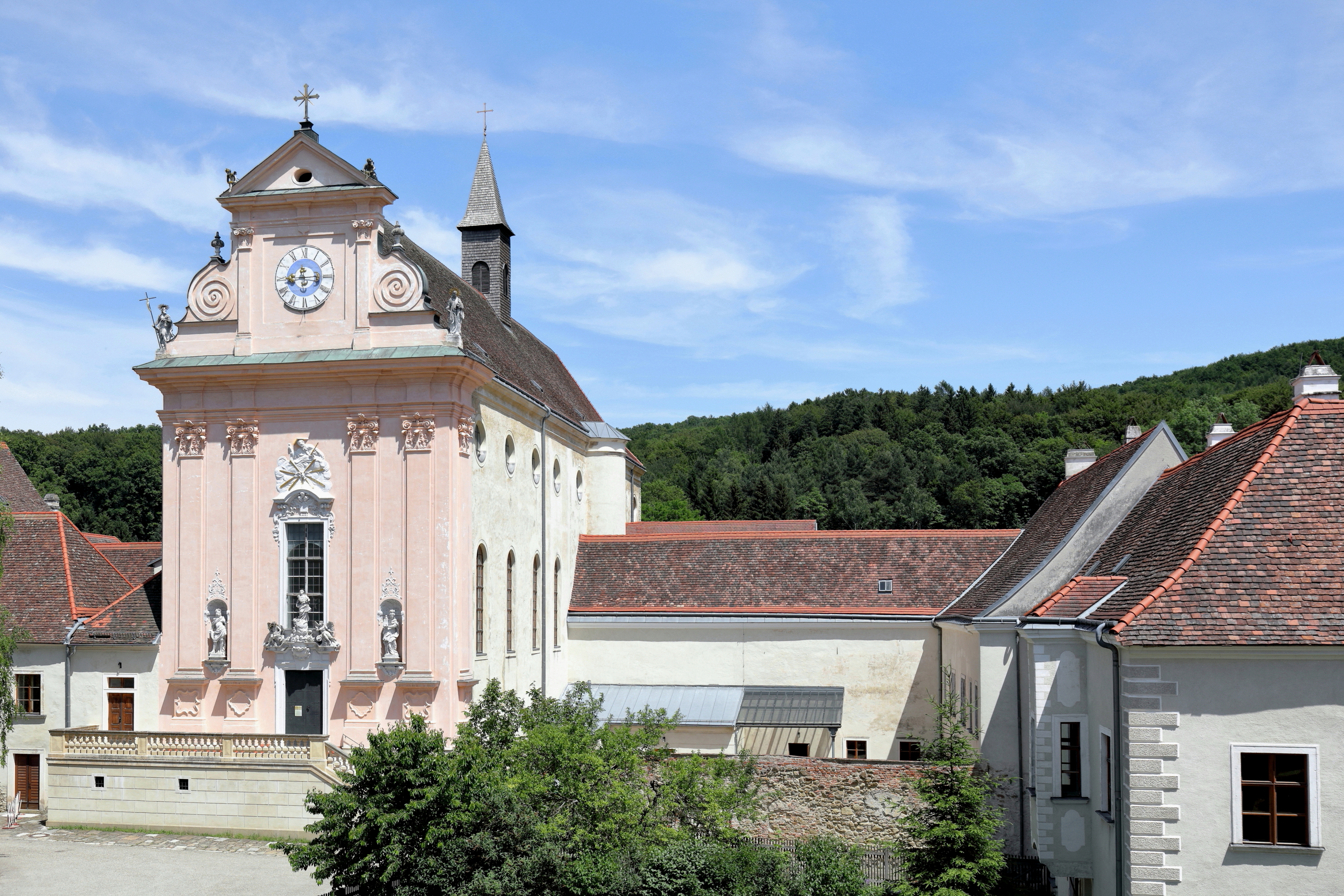
Kartause Mauerbach, Portal der Kirchenfassade

### 14./15. Jahrhundert
Stein von Au und Mannersdorf am Leithagebirge für den Bau der Stephanskirche
- Auerstein für den Stephansdom[9][10]

Zum Bau der Stephanskirche waren gewaltige Steinmassen nötig. Die Kirchenverwaltung ließ aus der engsten Umgebung Wiens die „stuck“ brechen. In Hetzendorf, Hietzing, Liesing, auf der Türkenschanze, in Döbling, „bey Heiligstatt“ wurden Steine abgebaut. Auch Sandsteinblöcke des Wienerwaldes wurden zur Baustelle verfrachtet. Der Dornbacher Bruch war mit Mauersteinen angehäuft, „dass man sich nicht wohl rühren vermag, und ist allein des Mangels halber an Fuhrleuten geschehen“, hieß es 1562. In den Steinbrüchen zwischen Au und Mannersdorf, später auch in Breitenbrunn arbeiteten Steinbrecher der Dombauhütte oder Ortsansässige unter ihrer Aufsicht.
Die Steine wurden mit Pferdewagen zugeführt. Die Fuhren vom Leithagebirge aus Mannersdorf und Au umfassen jeweils nur einen Block („stuk“).
Stotzing hat als Ortschaft zu dieser Zeit noch nicht bestanden. Die Gründung durch den schwäbischen Freiherrn Ruprecht von Stotzingen ist um 1593 anzusetzen. Wie auch Stotzing liegt Loretto heute im Burgenland, es ist eine Gründung von Hans Rudolf von Stotzingen um 1644.

## Bildergalerie Kalksandstein von Loretto und Stotzing

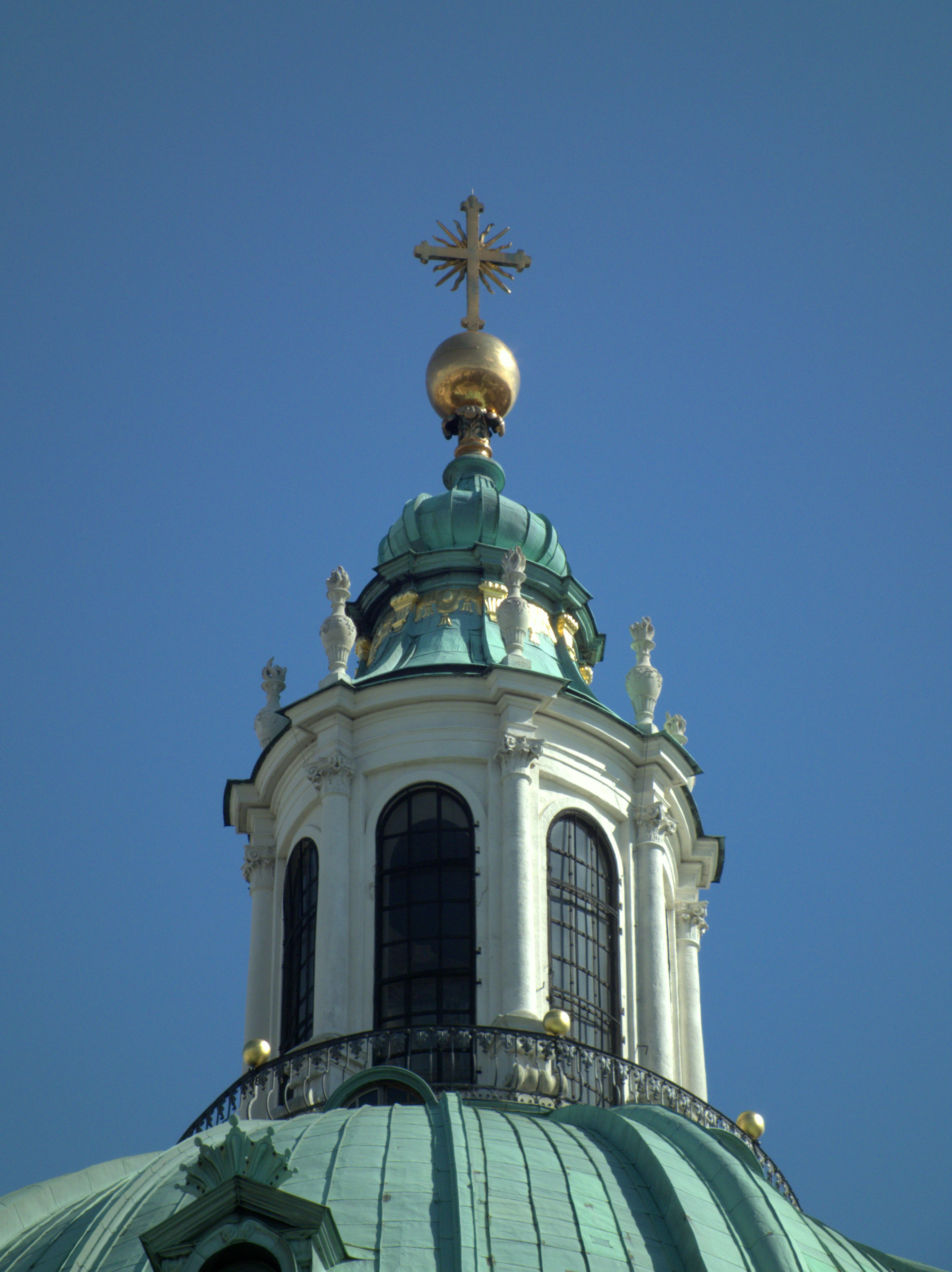
Wiener Karlskirche, Tamboursäulen der Kuppel
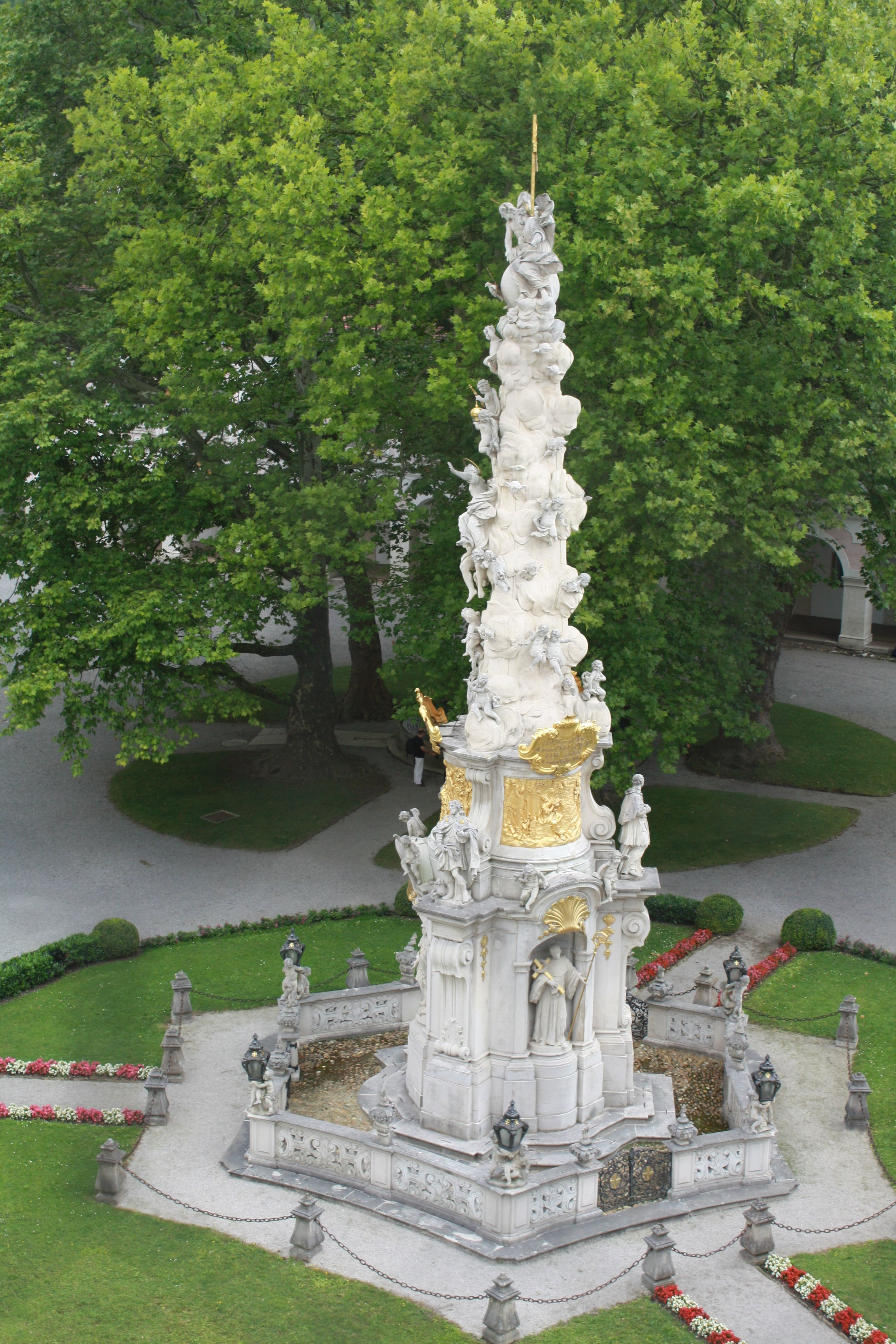
Dreifaltigkeitssäule Heiligenkreuz „oberste Pyramide“
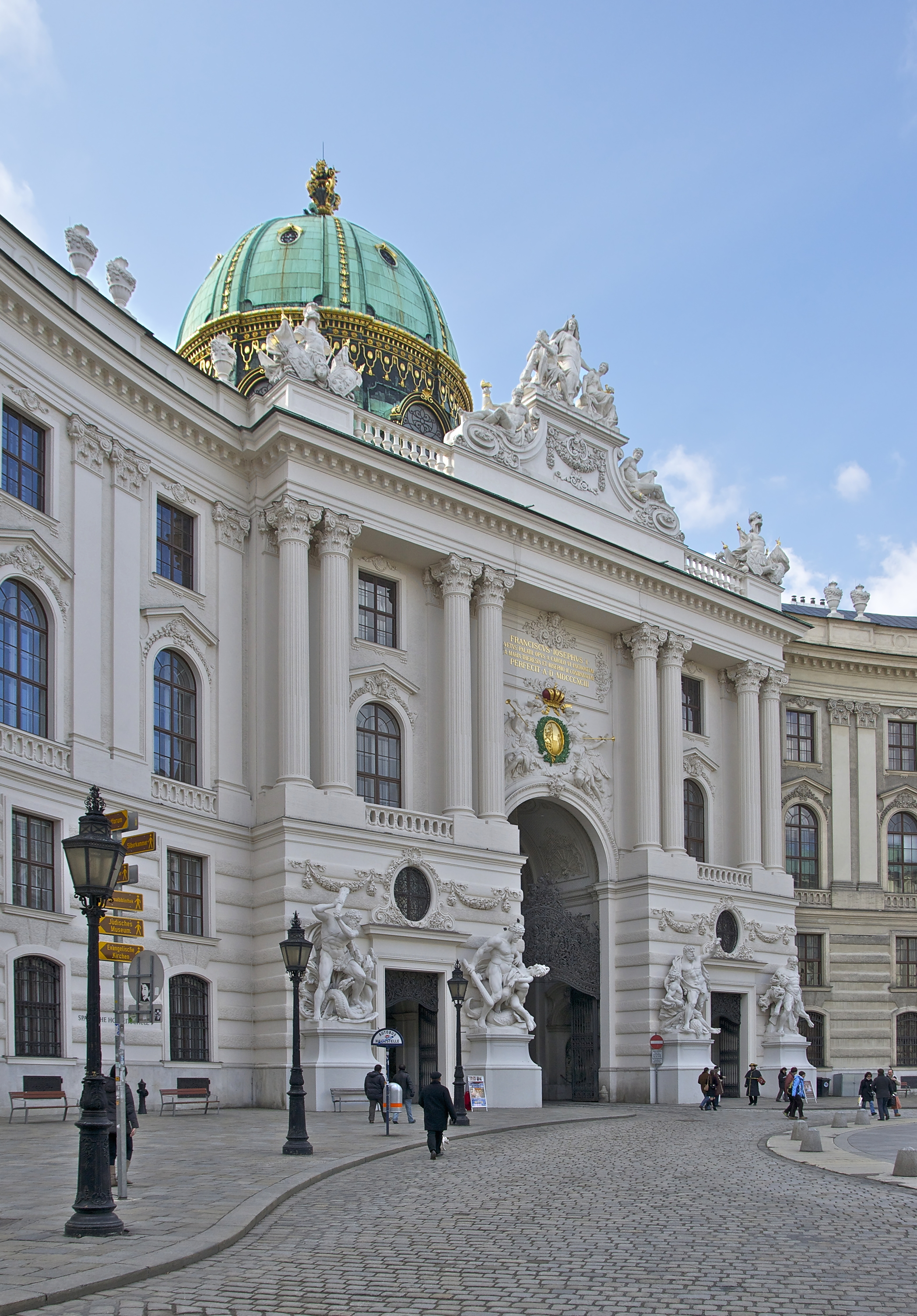
Michaelertrakt Statuen der Kuppelhalle 1890–1893
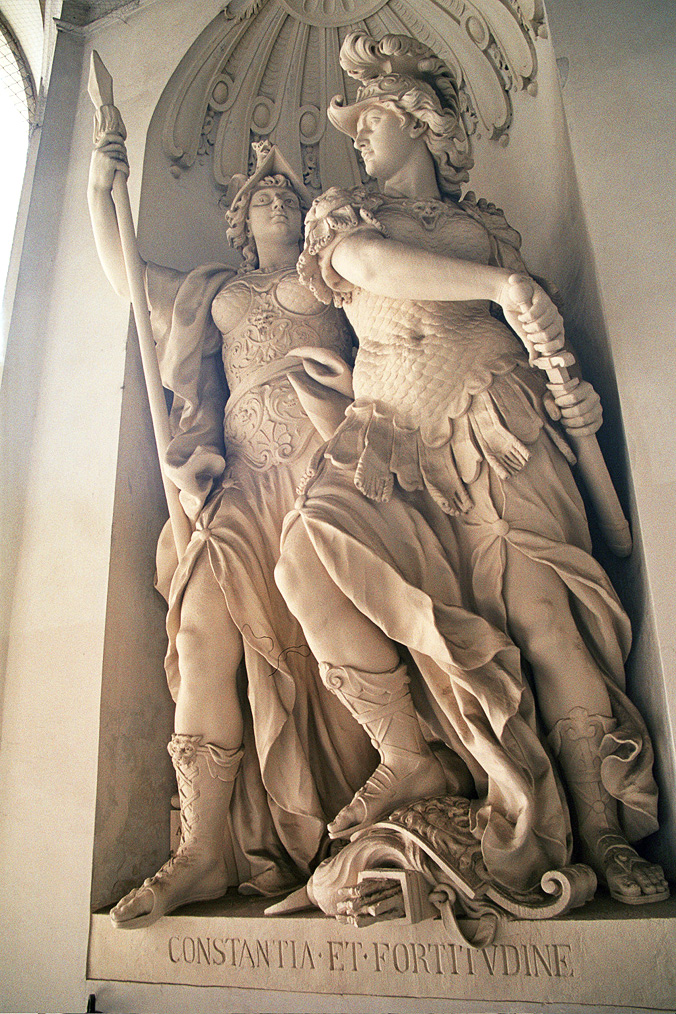
Karl VI.: CONSTANTIA ET FORTITUDINE
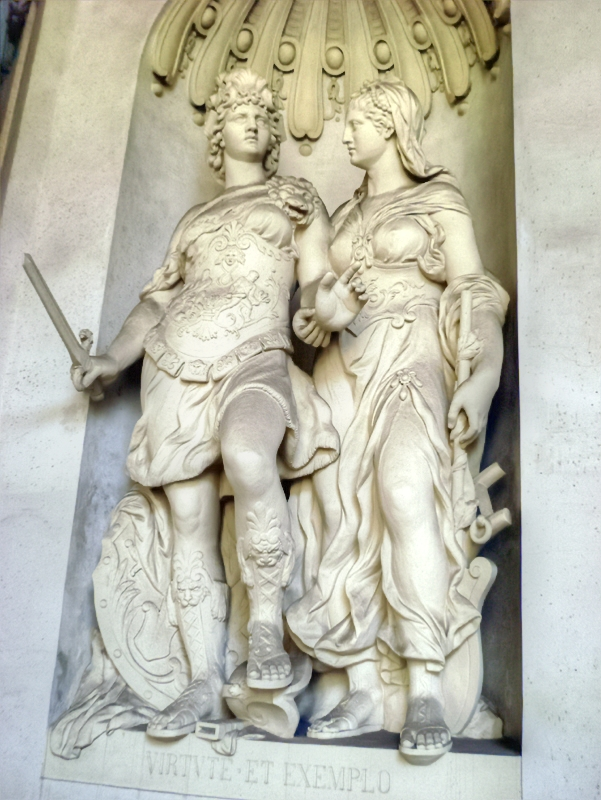
Joseph II.: VIRTUTE ET EXEMPLO
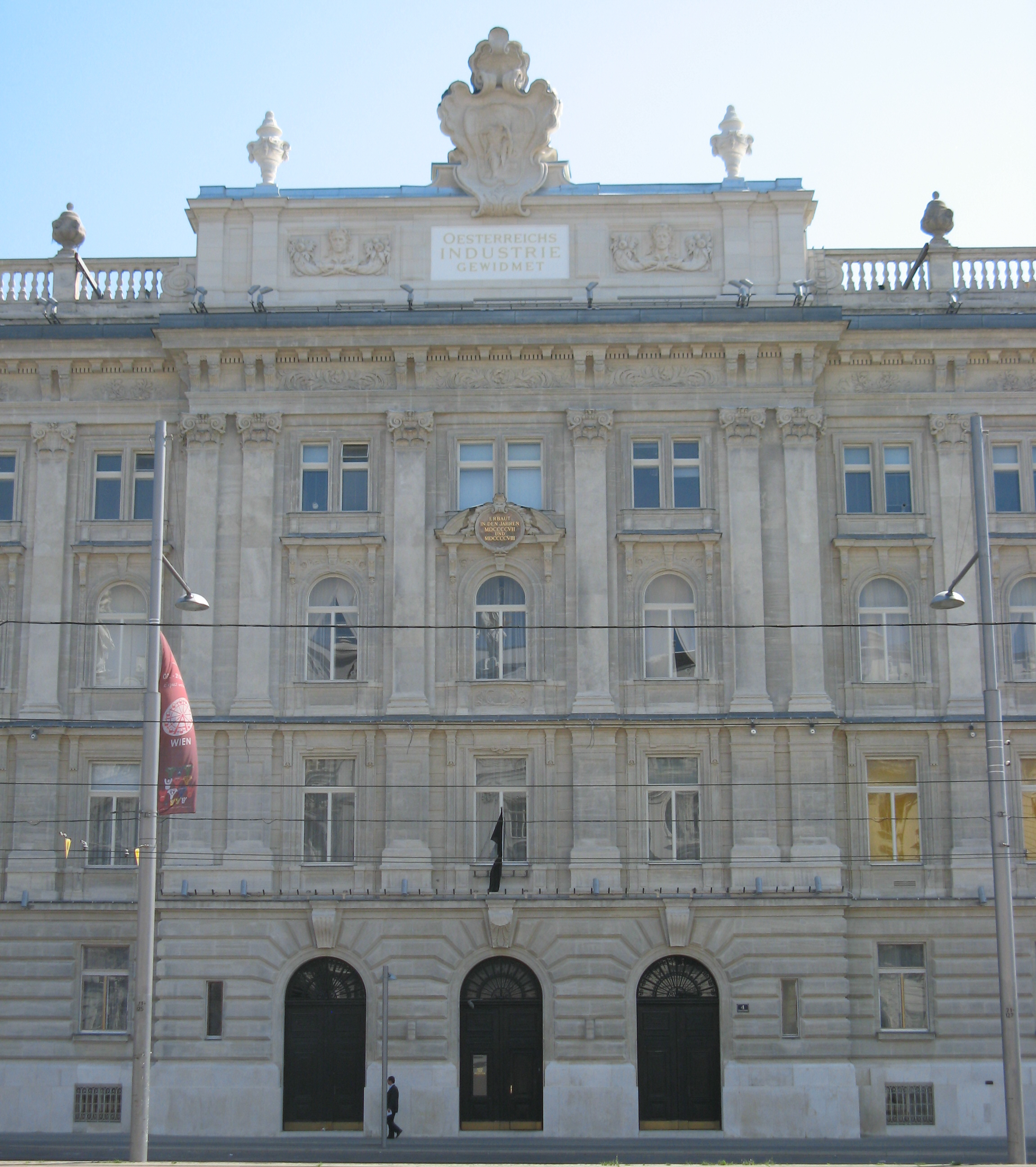
Haus der Industrie Wien, Fassade Stotzinger Stein 1909

### Schloss Schönbrunn
Die Bauarbeiten für Schloss Schönbrunn begannen 1695/96, um 1700 war der Mittelteil fertig und konnte bewohnt werden. Für den groß angelegten Bau ab 1698 gestaltete sich die Materialbeschaffung ebenso wie die Finanzierung schwierig. Die Lieferanten und Handwerker erklärten sich bereit, die Bezahlung von Materialien und Arbeitsleistungen vorerst zu stunden, wohl nicht damit rechnend, dass ihre Forderungen erst Jahrzehnte später beglichen werden sollten. Dokumentiert sind die Steinmetzmeister Veith Steinböck, Johann Thomas  Schilck, beide von Wien, Johann Georg Deprunner von Loretto und Johann Georg Haresleben von Kaisersteinbruch.

### Pfarrkirche Pottendorf
Im Rentamtsbuch der Pfarrkirche Pottendorf des Jahres 1713 sind zahlreiche Notizen über die Beschaffung von Baumaterialien vorhanden. Es gibt Vermerke über die Beschaffung von Mauersteinen. Im Wimpassinger Steinbruch wurden 200 Klafter Mauersteine gebrochen. An die Steinmetzmeisterin Maria Groß aus Loretto werden laut Rechnung vom 23. Dezember .. wegen der zu dem Neu aufführenden Khürchengebäu verförttigten Stainmetzarbeith ... 23 fl ausbezahlt.

### Wiener Karlskirche
Das kaiserliche Hofbauamt vergab für diesen Kirchenbau von Karl VI. die notwendigen Handwerker- und Künstleraufträge, hier die Steinmetzen aus Wien und den üblichen Steinbruch-Zentren. (Auswahl)
- Wien: Johann Carl Trumler, Matthias Winkler, Leopold Kämbl.
- Eggenburg: Andreas Steinböck und Franz Strickner – u. a. die beiden (hohlen) Säulen aus Zogelsdorfer Stein.
- Kaisersteinbruch: Johann Georg Haresleben, Elias Hügel.
- St. Margarethen: Johann und Thomas Walch[17]
- Loretto: Georg Deprunner.

### Stift Heiligenkreuz Dreifaltigkeitssäule
Abt Robert Leeb vereinbarte am 4. Oktober 1729 mit Steinmetzmeister Elias Hügel:
- Erstlich das untere Postament mit drei Nischen, das Steinwerk ein Schuh dick, wie der Riß aufweist .. 1.160 fl ohne Lieferung
- Andertens das obere Postament, worauf die Pyramide, oder Säule zu stehen kommt, die Bildhauerarbeit (Giovanni Giuliani) jeweils ausgenommen .. 460 fl, ohne Lieferung
- Steinmetzmeister Georg Deprunner in Loretto, Quittung vom 6. April 1737: „..thue also Ihro Hochwürden und Gnaden über die völlige Summa, deren 250 fl, quittieren und bescheinen.“[18]

#### Obeliske für den Konventgarten
Meister Georg Deprunner von Loretto erhielt 1737 den Auftrag 2 Obelisken für den Konventgarten zu gestalten. Diese befinden sich im Gasthausgarten.

### Gartenseitige Freitreppe von Schloss Schönbrunn
Die Freitreppe, 1777 errichtet, wurde 2003 restauriert und Steinmetzmeister Fritz Opferkuh von Mannersdorf am Leithagebirge hatte den Auftrag im Rahmen einer Ausschreibung erhalten. Er bestätigte (für das Steinmetzmuseum Kaisersteinbruch) die Steinarten: Mannersdorfer Stein, St. Margarethener Kalksandstein, Loretto Stein, ... und den Kaiserstein.

### Römische Ruine im Schlosspark von Schönbrunn
Diese künstliche Ruine von 1778 war schon sehr baufällig, nach Jahren der Planung erfolgte 1996 eine Restaurierung der „Römischen Ruine“ im Schlosspark von Schönbrunn. In der Bausubstanz der Römischen Ruine kam für den architektonischen Aufbau, wie Säulen, Kapitelle, Friese, Fenstergewände meist St. Margarethener Kalksandstein zur Anwendung, daneben auch Kalksandsteine von Stotzing/Loretto und Zogelsdorf. Das Quadermauerwerk der Zungenmauern besteht auch aus festen Leithakalken, von Kaisersteinbruch, Wöllersdorf und Hundsheim. Ein weiblicher Torso mit Vase aus Stein von Au am Leithaberge oder Stotzing (mit Fragezeichen) war dabei.→Bild

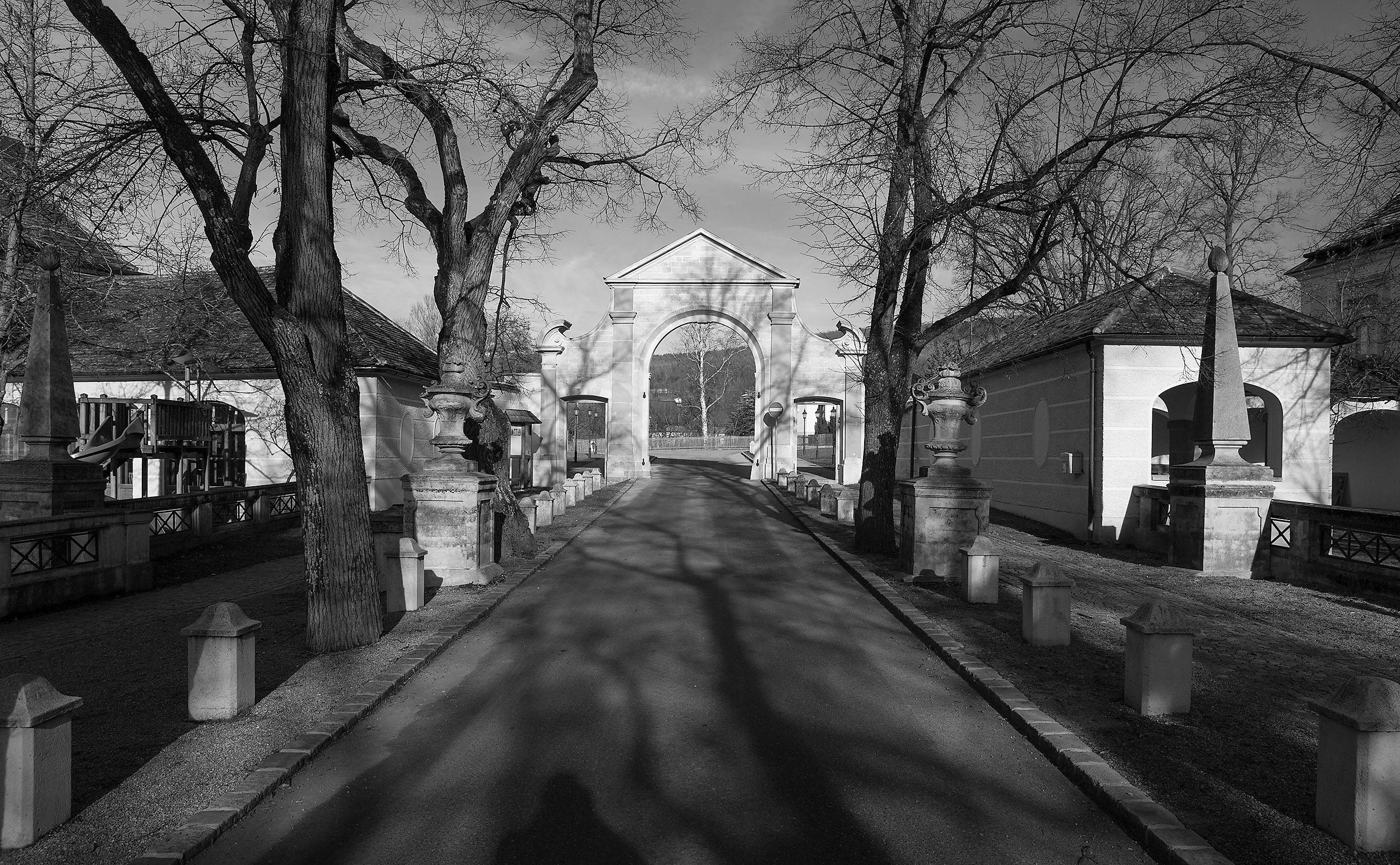
Stift Heiligenkreuz, gegenüber beide Obelisken, Lorettokalk
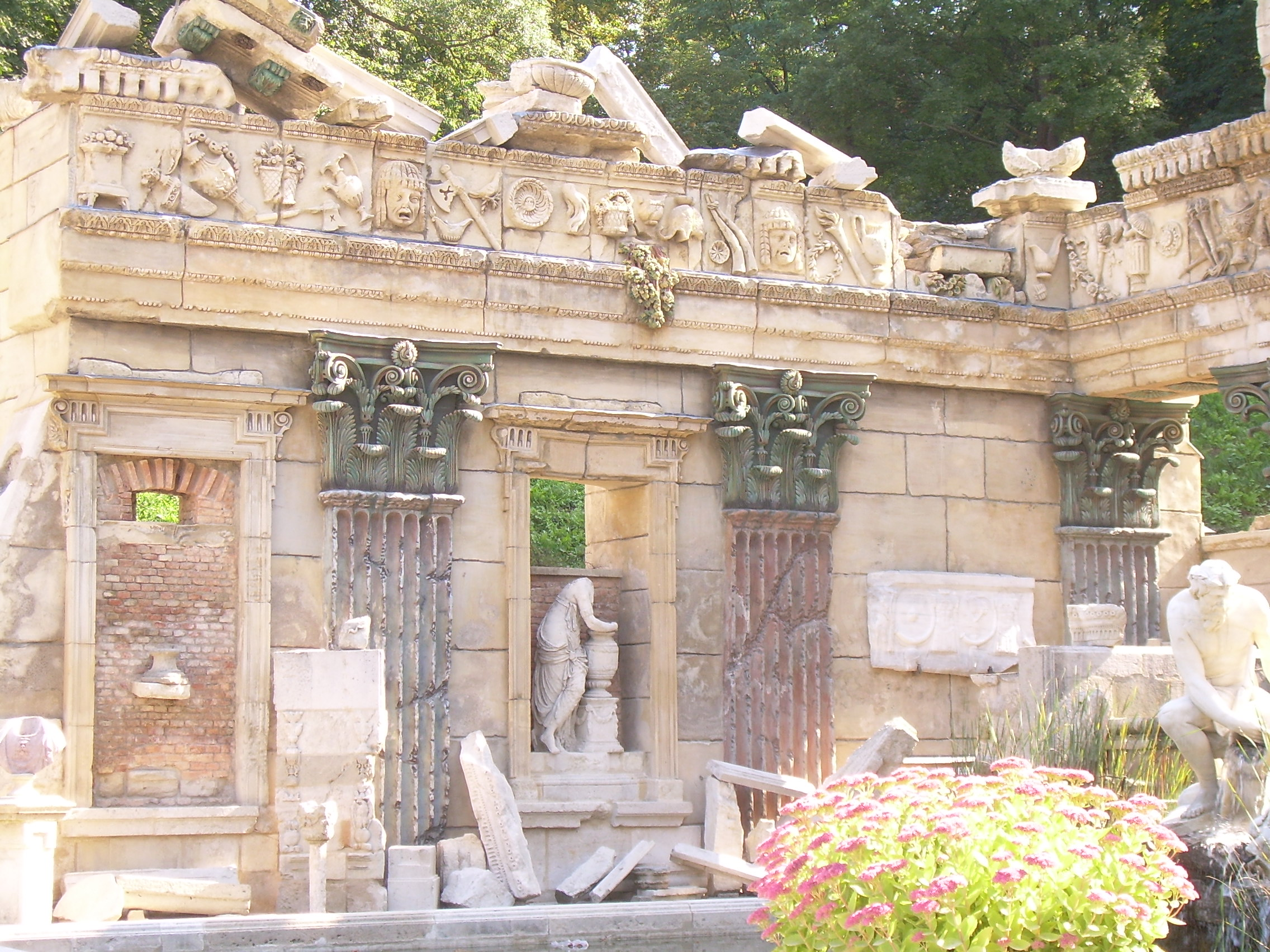
Römische Ruine, Weiblicher Torso mit Vase Au/Stotzing?
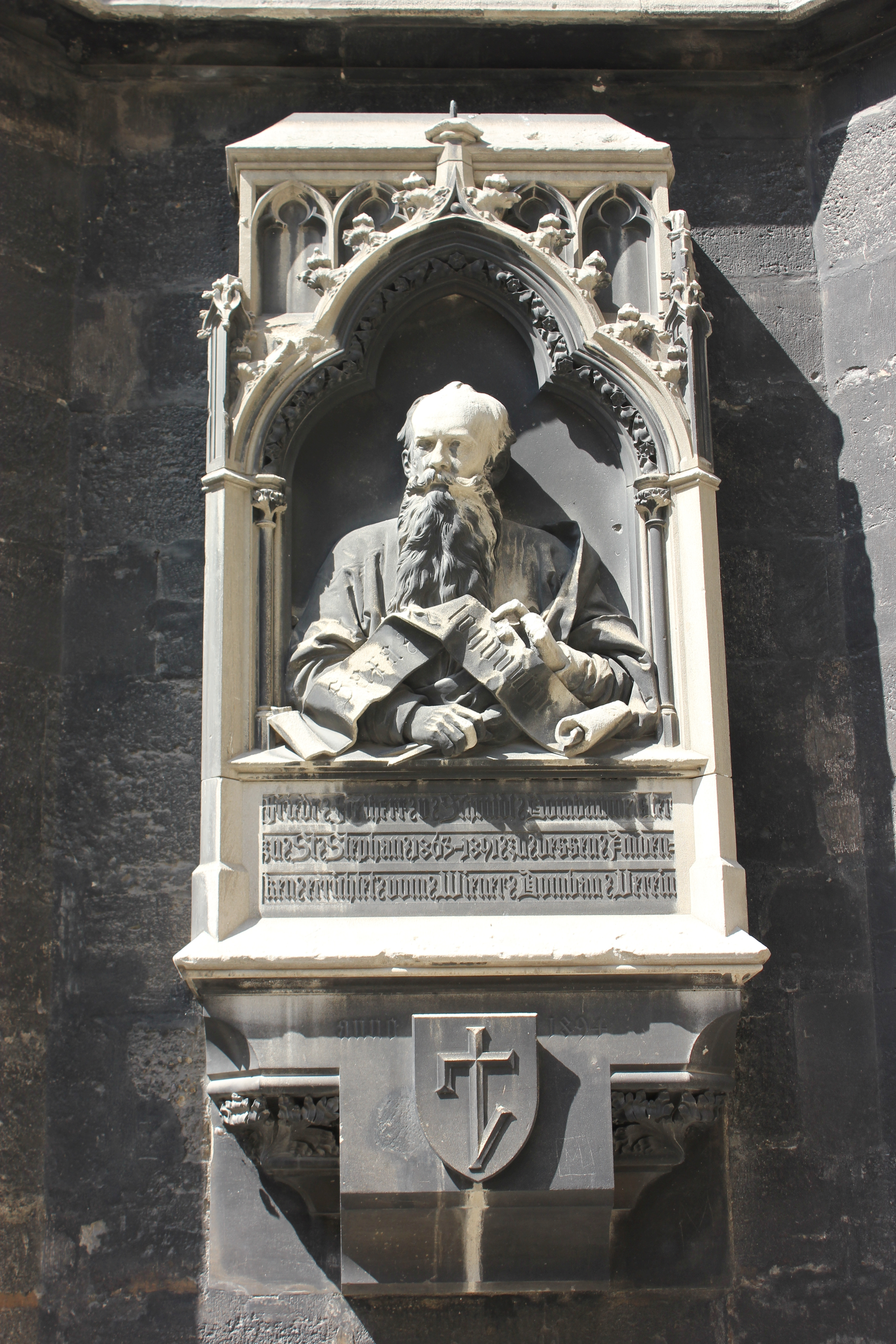
Stephansdom, Grabplatte Friedrich Schmidt
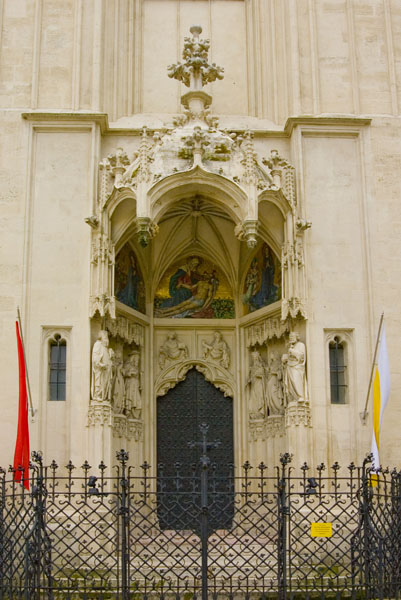
Maria Stiegen Westportal
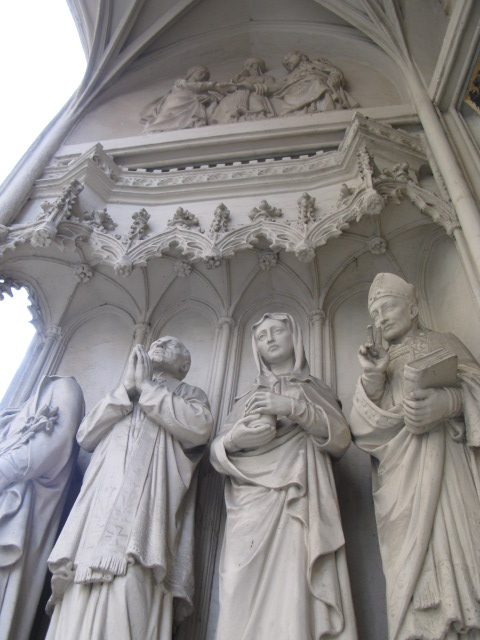
Südliches Seitenportal

### Bauplastik und Bildhauerarbeiten 2. Hälfte 19. Jahrhundert
Stephansdom, Grabdenkmal Friedrich von Schmidt, 1896. Feinkörniger Leithakalksandstein von Loretto.
Maria am Gestade,
- Von 1897 bis 1903 wurde durch Franz Erler und Josef Beyer ein Großteil des Statuenschmucks außen im Bereich des Westportales und des südlichen Nebentores neu geschaffen.